# Folly Arborétum
A Folly Arborétum, az élő „fenyőmúzeum” a Balaton északi partján, Badacsonytomaj mai településrészén, Badacsonyörsön található. Az 1900-as évek elején hozta létre dr. Folly Gyula (Letenye, 1867. – Pécs, 1915.) pécsi orvos, a Zsolnay család háziorvosa és a Zsolnay gyár üzemorvosa: 1905-ben telepítette ide az első örökzöldeket, Ma a mediterrán hangulatú magángyűjtemény a Balaton-felvidéki Nemzeti Park fokozottan védett területe. Gerd Krüssman (1910–1980), botanikus és dendrológus elismeréssel szólt a gyűjteményről: „olyan mint egy ékszerdoboz, kicsi, de minden darabja kincset ér!” A többnyire fenyőkből álló gyűjtemény a Kisörsi-hegy déli oldalában, a Balatonhoz közel található. Az arborétum ma három különböző korú növénypopulációt tartalmaz. A Folly család több mint száz éve gyűjti a különleges ciprusokat, cédrusokat, borókákat és fenyőket a területen. A család által visszavásárolt földön, a kibővült arborétumban és a hozzá csatlakozó erdőben többszázféle tűlevelű, 200 féle lombos fa és cserje, valamint több ezer évelő virul, amelyeket a 2022-ben megújult dendrobotanikai információs (növényjelző) táblák segítségével ismerhetnek meg a látogatók.
A bemutató arborétum a hozzátartozó faiskolával, szőlővel, pincészettel és étteremmel egy egységet alkot. A faiskolában elvetik a növényritkaságok ősszel összegyűjtött, tobozokból, termésekből kinyert jó minőségű magtermését, majd miután kikeltek a növények, a palántákat konténerekben nevelik tovább az áruda számára. A különleges fenyőkről szedett oltógallyak felhasználásával különböző kertészeti változatokat is árusítanak a látogatóknak. A borászat alapítása a növénykert létrehozójának apósához, Csigó Pál (Diszel, 1834. január 17. – Tapolca, 1895. március 17.) szolgabíróhoz, országgyűlési képviselőhöz kötődik, aki 1878-ban átépítette a ma is használatban lévő pincét. A badacsonyi történelmi borvidék hagyományait őrizve, főként fehérborokkal foglalkoznak, azok közül is a környékre jellemző fajtákat – szürkebarát, muscat ottonel, budai zöld, olaszrizling, kéknyelű, rajnai rizling – részesítik előnyben. 10 hektár szőlőültetvényt művelnek, évente 50.000 palack bort állítanak elő, amit főként helyben értékesítenek, de országosan is elérhetők a termékek. A borok mellett az arborétum saját szörpöket, teákat és kekszeket is kínál az érdeklődők számára. Az egész évben nyitva tartó étteremben – és a nyári hónapokban hozzá kapcsolódó tágas grillteraszon – a’la carte étlapról és speciális ajánlatok közül lehet választani, illetve megkóstolhatók a 2021-ben megnyitott saját cukrászműhely süteményei is.
Az arborétum 2017-ben az év egyik legjobb ökoturisztikai helyeként, a tanösvény kategóriában megkapta az év ökoturisztikai létesítménye díjat.

## Az arborétum jellege, funkciója
Az arborétum területe cca. 5 hektár, amiből a telepített rész 3,6 hektár, a közvetlenül kapcsolódó erdőterület 1,6 hektár. Botanikai értékei mellett tájképi, kultúrtörténeti, földtani értékei is fontosak. A Kisörsi-hegy déli oldaláról páratlanul szép kilátás nyílik az Örsi-hegyre, a Badacsony felé és az ábrahámhegyi Szent Iván-kápolnára. A Balaton szemközti oldalán a Fonyódi-hegy jellegzetes kettős dombja emelkedik a víztükör fölé. Láthatóak innen az ország egyik leghíresebb szőlőterületének, a történelmi badacsonyi borvidéknek a hosszan kígyózó szőlősorai és művészi igénnyel kialakított présházai.

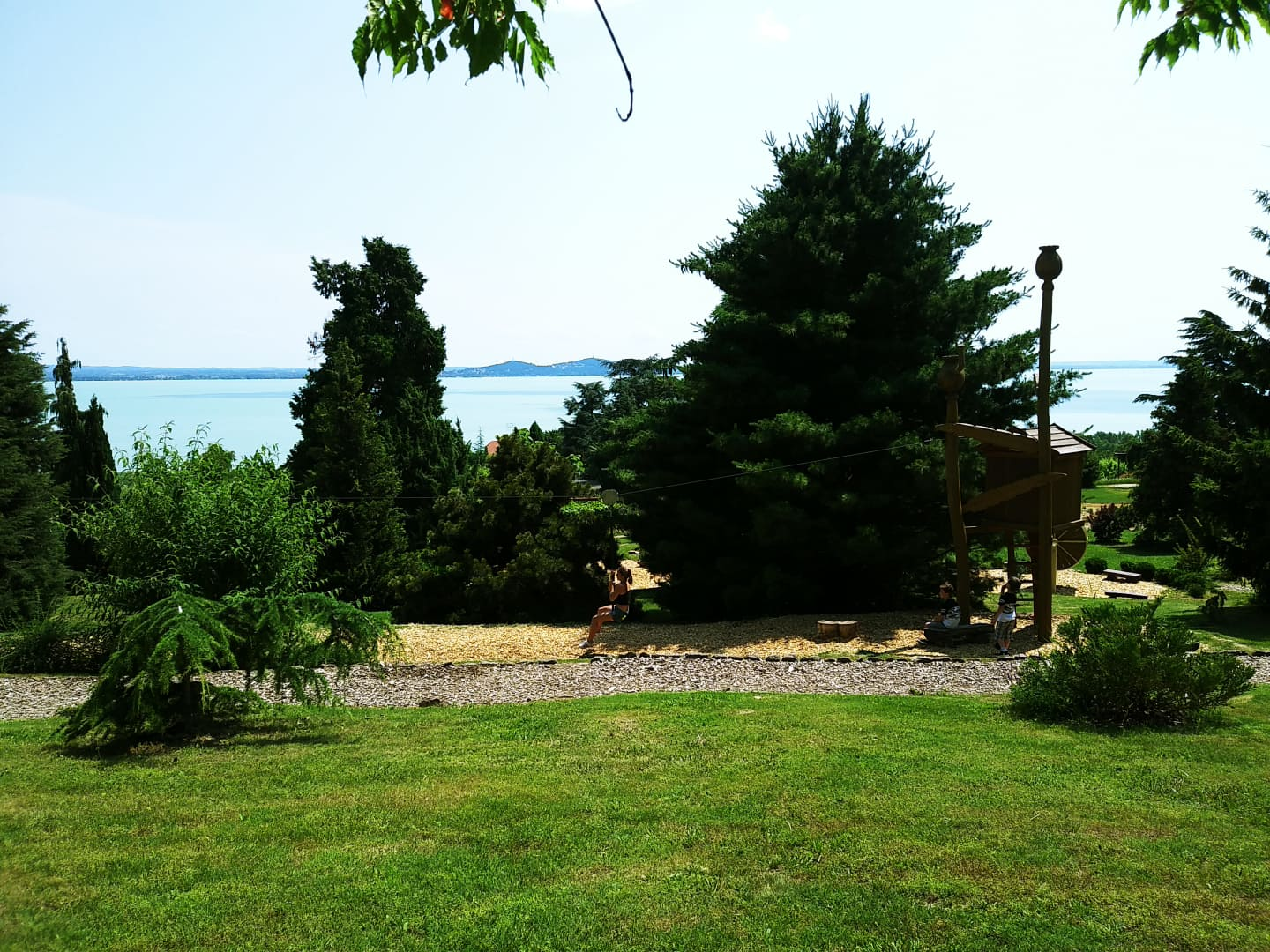
Az arborétum idős fenyőfái a Kisörsi-hegy déli lejtőjén, háttérben a Balaton széles víztükre

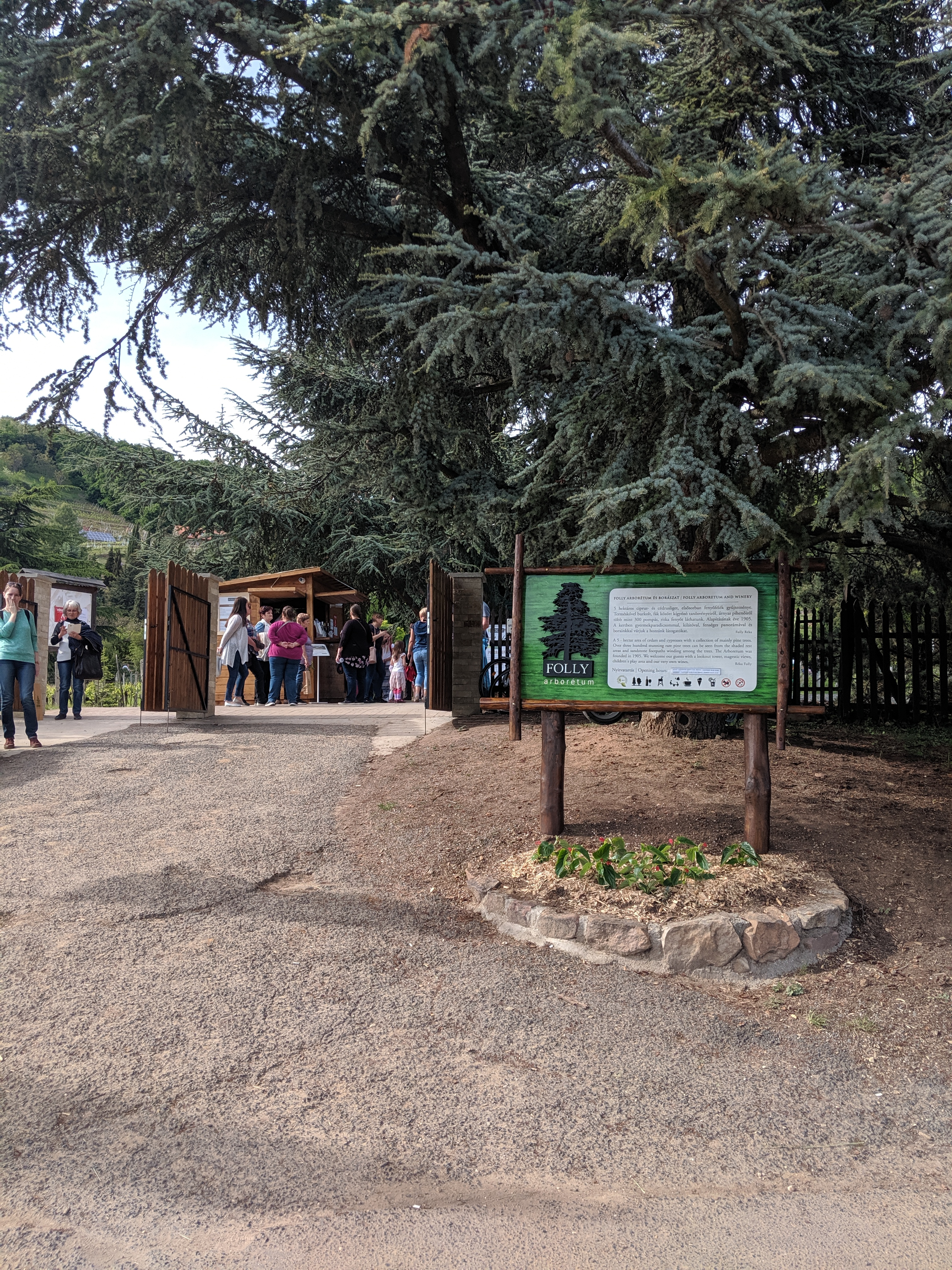
Az arborétum bejárata, 2019. május 11.

A legidősebb telepített fák 100–115 évesek. A második világháború után telepítettek 55–70 évesek, az utolsó generáció növényeinek kora néhány évtől 40 évig terjed. Bár az arborétum kicsi, dendrológiai értékei nemzetközileg elismertek. A főként örökzöldekből álló gyűjtemény lehetőséget ad a fenyőfélék növényrendszertani bemutatására, ezért oktatási bázisterületként is használatos. Jelentős értékűek az atlaszcédrusok. Az arborétumban rendszeresek a honosítási, nemesítési kísérletek, az ökológiai és fenológiai megfigyelések. Az arborétumnak kiemelkedő szerepe van a ciprusfélék (Cupressaceae) és cédrusok (Cedrus spp.) meghonosításában, szaporításában. A világ mind a 25 ciprus faja és három változata helyet talált az arborétumban. A Folly Arborétum sokáig a magyarországi cédrus telepítések kezdeményezője volt. A Komárom-Esztergom vármegyei Agostyáni Arborétum állománya is innen származik. 
Földünkön mintegy ezer nyitvatermő faj él, ebből hatszáz a mérsékelt égövi faj, illetve természetes változat — ezek közül 29 nemzetség 154 nyitvatermő faja él a Folly Arborétumban. Emellett 255 zárvatermő (lomblevelű) faj található meg az arborétumban, amiből 57 fafaj, a többi kisebb-nagyobb cserje. Az összes fás szárú taxonszám (faj, alfaj, változat és fajta): 604, ebből 324 zárvatermő, 281 nyitvatermő. Jelenleg 23 boróka (Juniperus) faj él itt, némelyik több változatban. A jegenyefenyők 22, a lucfenyők 10 faja nő itt annak ellenére, hogy legtöbbjük számára a száraz, napos, délnek néző domboldal nem kedvező.
A „hosszútűs fenyők” (népies nevén répafenyő — Pinus spp.) számos egyede igen jól viseli a száraz körülményeket; 39 fajuk (56 taxonjuk) él itt. 
Az arborétum természetvédelmi értékét a kerítésen belüli permi vöröshomokkő kibúvás és a terület eredeti növénytársulásának tekinthető tölgyes erdő is emeli.

## Történelem

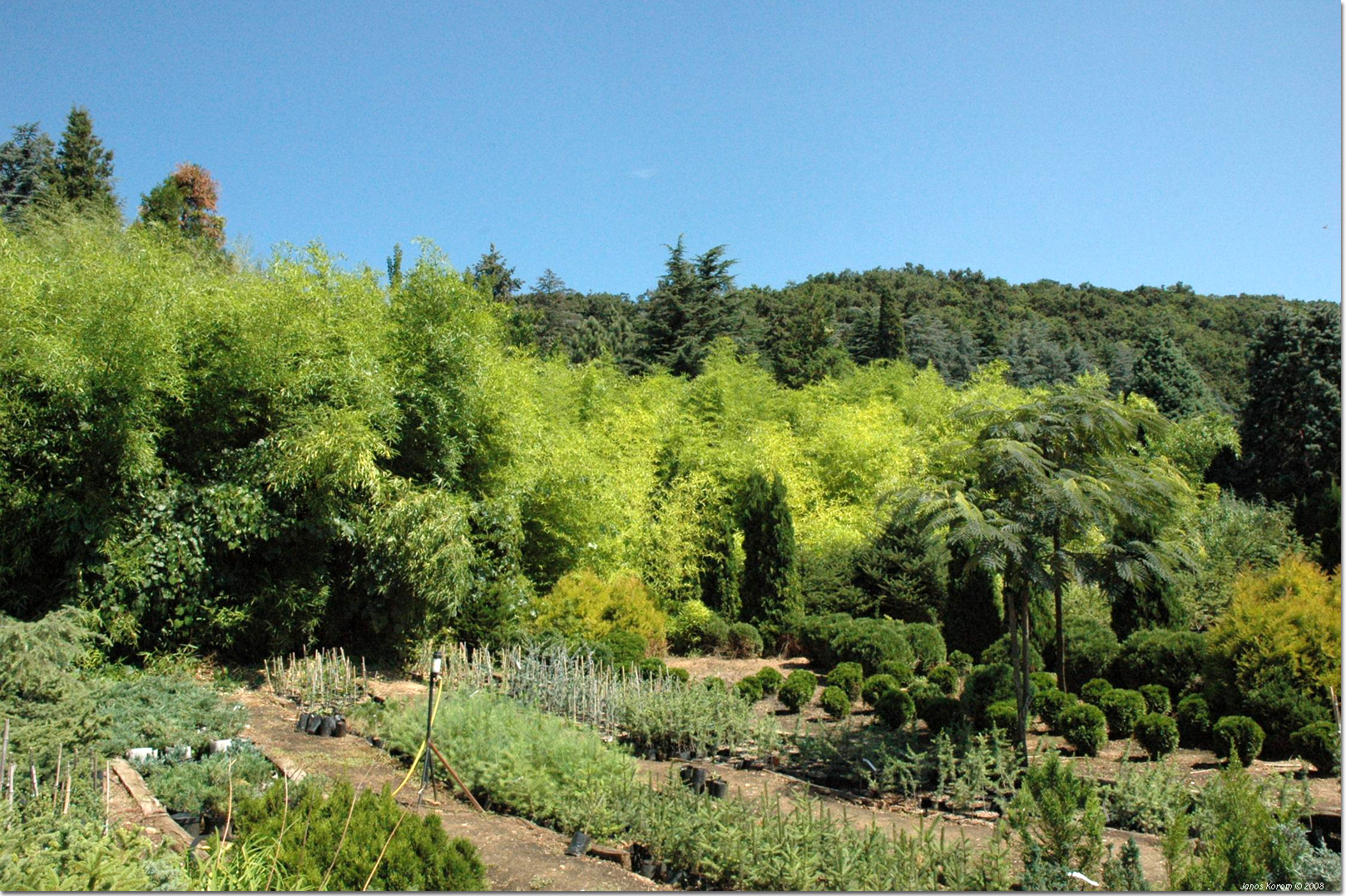
A Folly Arborétum kertjének részlete

Ezen élő „fenyőmúzeum” megteremtése, fenntartása, fejlesztése és megőrzése a Folly család négy generációjának nevéhez kötődik. Dr. Folly Gyula Mátyás (1867–1915) pécsi orvos volt az, aki elsőként az 1900-as évek elején a hegyoldalba, az egykori cseres-kocsánytalan tölgyes állomány helyére – külföldön őshonos – egzótákat (idegen éghajlatról áttelepített, ritka, szokatlan növények) ültetett. A terület, amelyen a telepítést megkezdte, mindegy 0,4 hektár, amely ma is a gyűjtemény magját képezi. Ekkor került Magyarországra az első óriástobozú fenyő (Pinus coulteri) példány is a Hesse-faiskolából a Folly Arborétumba. Olyan fajokat igyekezett összegyűjteni, amelyek jól hasznosítják a Balaton helyi mérséklő klímáját, és jól tűrik a szárazságot is. Elsősorban a mediterrán éghajlatról származó és más világrészek hasonló adottságú területeinek növényeit ültette. Felvette a kapcsolatot külföldi, főleg nyugat-európai faiskolákkal (Barbier et Co, Hesse, Orleans, Rovelli, Pallanza, Weaner, Veicht and Son, London-Chelsea), amelyek a kiválasztott növényeket több éven át előnevelve, kosarakban szállították. Mintegy 100 növény telepítése során 60 m³ követ termeltek ki a kézzel ásott ültetőgödrökből. A növények ültetéséhez szükséges vizet fából készült edényekben szállították fel a Balatonból szamárháton. A telepítéseket kerttervezési elképzelés nem előzte meg, mivel a 20. század elején Magyarországon még ismeretlen fajokat telepítettek, ismeretlen volt a fák várható mérete. A kezdeti kerttervezés hiánya matt az arborétum magja jelenleg helyenként sűrű, a tisztások foltjai pedig ott találhatóak, ahol a növények az aszályos időszakban kipusztultak.

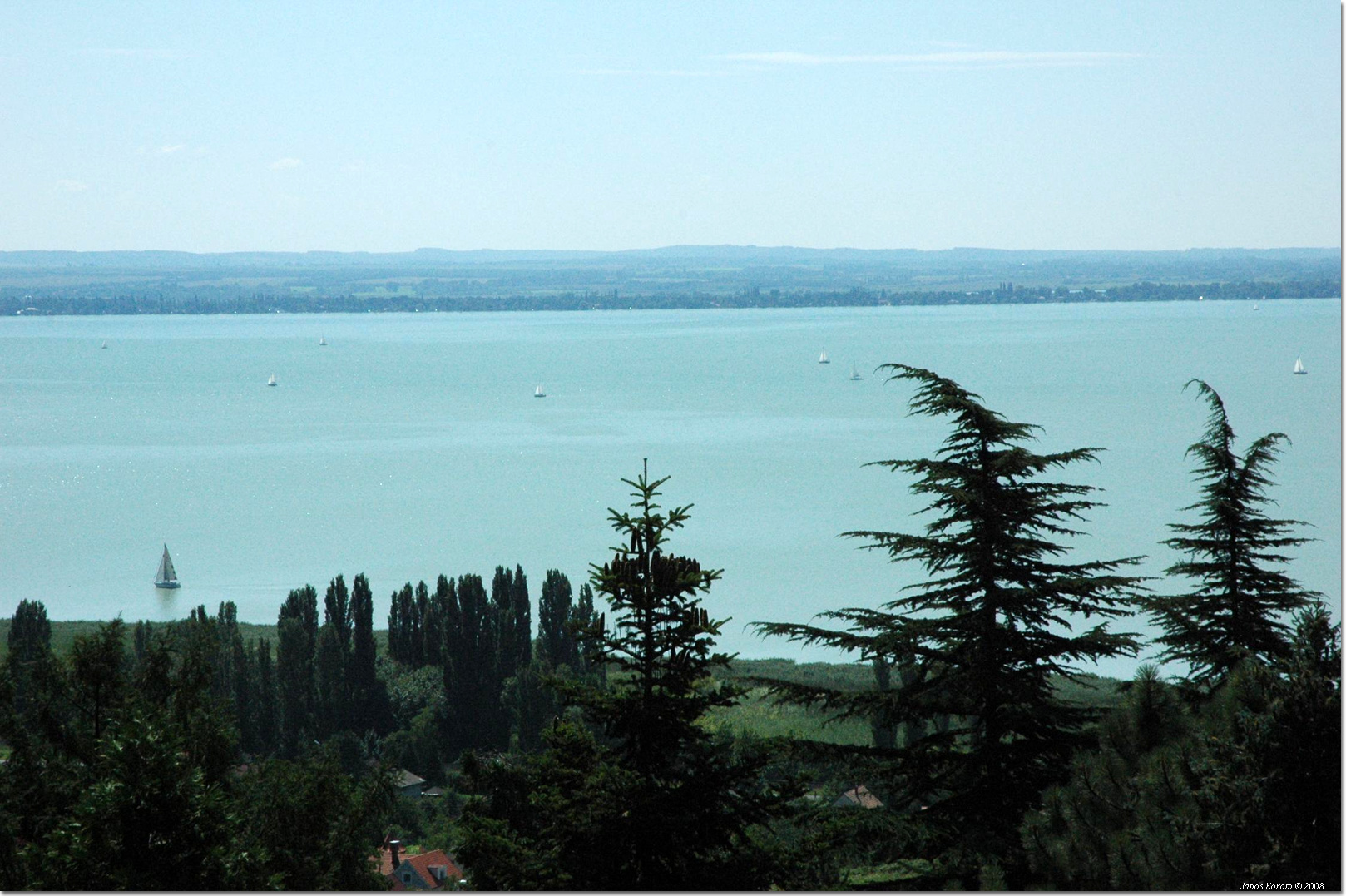
Balatoni panoráma a Folly Arborétum kertjéből. Kezdetben a fák számára a Balatonból faedényekben, szamárháton szállították fel a vizet

Az alapító halála és az első világháború megakasztotta a telepítés lendületét. A két világháború közötti időszakban gyakorlatilag teljesen szünetelt az arborétum gyűjteményének fejlesztése. Ezalatt a család – az édesapa iránti tiszteletből – igyekezett a kis arborétumot fenntartani. Szerencsére a második világháború alatt nem érte nagyobb károsodás a kertet. 1950-ben a családi birtok jelentős része állami tulajdonba és a Badacsonyi Állami Gazdaság kezelésébe került, de az alapító fia, dr. Folly Gyula (1911–1979) közgazdász 1953-ban újra megkezdte az egzóták telepítését. Először az arborétumban található lakóház előkertjét, környékét ültette be. Majd fokozatosan észak felé haladva, a többi teraszra is került növényanyag. A növények életfeltételei közül a megfelelő mennyiségű csapadék hiányzott a legjobban. Nem sokkal ezután történt az Öreg-arborétum mellett 1964-ben az atlaszcédrus állományszerű telepítése és 1970-ben a valódi európai ciprusok ültetése. A Badacsonyi Állami Gazdaság több parcellát adott át a gyűjteményes kert bővítésére, amelyeken a szőlőt már régebben kivágták. Az átvett szőlőterületeken a telepítő munkát már az unoka, Folly Gyula (1943–2011) agrármérnök végezte. 1977-ben díszfaiskolát létesített a lakóház bejáratával szemben, amelynek bevételéből biztosította az arborétum egyre növekvő fenntartási költségeit. Természetesen a gyűjteményes kert idősebb részén is végeztek további ültetéseket.
1981-ben Folly Gyula nyugat-európai gyűjtőútjáról mintegy száz „új” növényfajt, illetve -fajtát hozott, amelynek jelentős része a felső teraszra (X. parcella) került. Munkásságát dicséri az Öreg-arborétum alatti volt parlag beültetése is. Az 1980-as évek közepe táján az arborétum területét állami támogatással bekerítették, ezzel megakadályozva a vadkárosítást és a lopásokat is. Az 1989-es rendszerváltást követően az államosított területeket Folly Gyula visszavásárolta, így az egész terület az eredeti birtokos, a Folly család tulajdonába került. Az arborétum az 1997. évtől a Balaton-felvidéki Nemzeti Park fokozottan védett területéhez tartozik. Édesapja halála után ma Dr. Folly Réka és férje igazgatja az arborétumot. 
A 2010 óta eltelt időszakban számos fejlesztésen esett át az arborétum: a növényállomány folyamatos bővítése mellett megújult a kert infrastruktúrája, szélesedett az elérhető szolgáltatások köre és új attrakciós elemek kerültek kialakításra. Az egész évben nyitva tartó családbarát arborétumban étterem, tavasztól-őszig grillterasz, kávézó, játszópark, kilátó, kültéri műalkotások, rendezvények, borvacsorák, garantált kerti programok és fényfestés várja a látogatókat. Az arborétum önállóan is bejárható, ez kb. egy – másfél órát vesz igénybe.
Az Arborétum legmagasabb pontján található, 2014-ben épült kilátót Kruppa Gábor Ybl-díjas építész tervezte. Az 5 méter magas építmény forró gőzben hajlított faelemekből készült, 2022-ben újították fel. Formáját az óriástobozú fenyő toboza ihlette. A kertben látható szobrok és érdekes térbeli designer munkák Bodor István és Hugyecsek Balázs munkái.

## Természeti viszonyok
A földtörténet perm időszakában, a Tethys-óceán partjához közel, a szárazföldön rakták le kisebb-nagyobb vízfolyások azt a durva törmeléket, ami idővel a ma ismert vöröshomokkővé cementálódott. A déli lejtőn lefelé haladva a homokkövet konglomerátum-sziklák váltják fel, ahogy anyaga egyre kavicsosabbá válik. A lejtő alsó részén a homokkövet fiatal lösz fedte el, és alakult vályogtalajjá. A lejtőn különféle típusú talajokat találunk attól függően, hogy az adott rész a közelmúltban lepusztult, vagy éppen ellenkezőleg, olyan tereplépcső volt, amin a föntebbről lehordott szemcsék le tudtak ülepedni. Következésképpen kis távolságokon belül erdőtalajok, ezek lejtőhordalékai és erodált (váztalaj) formái váltják egymást.

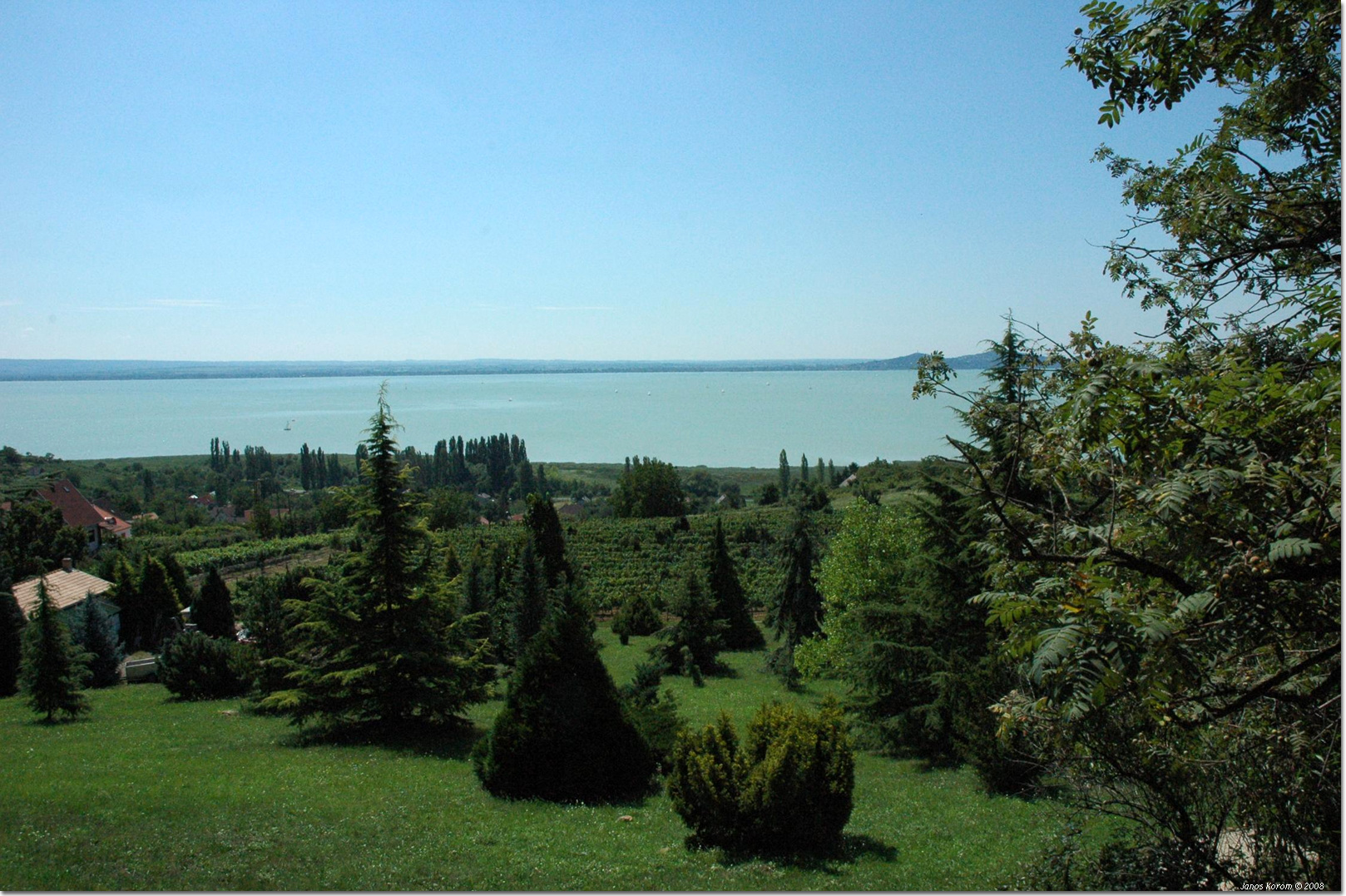
Az arborétum alsó része enyhén lejt a Balaton partja felé

Az arborétum alsó része enyhén lejt, az Öreg-arborétumban és fölötte a tölgyes erdőben a lejtő meredekebb (20–30%-os). A tengerszint feletti magasság 159–235 méter közötti.
A mai arborétum nagy része régebben szőlő volt. A szőlőtermeléshez teraszokat kellett kialakítani. A támfalakkal csökkentették a terület lejtését és vele az eróziót, javították a talaj vízellátását és víztartó képességét.

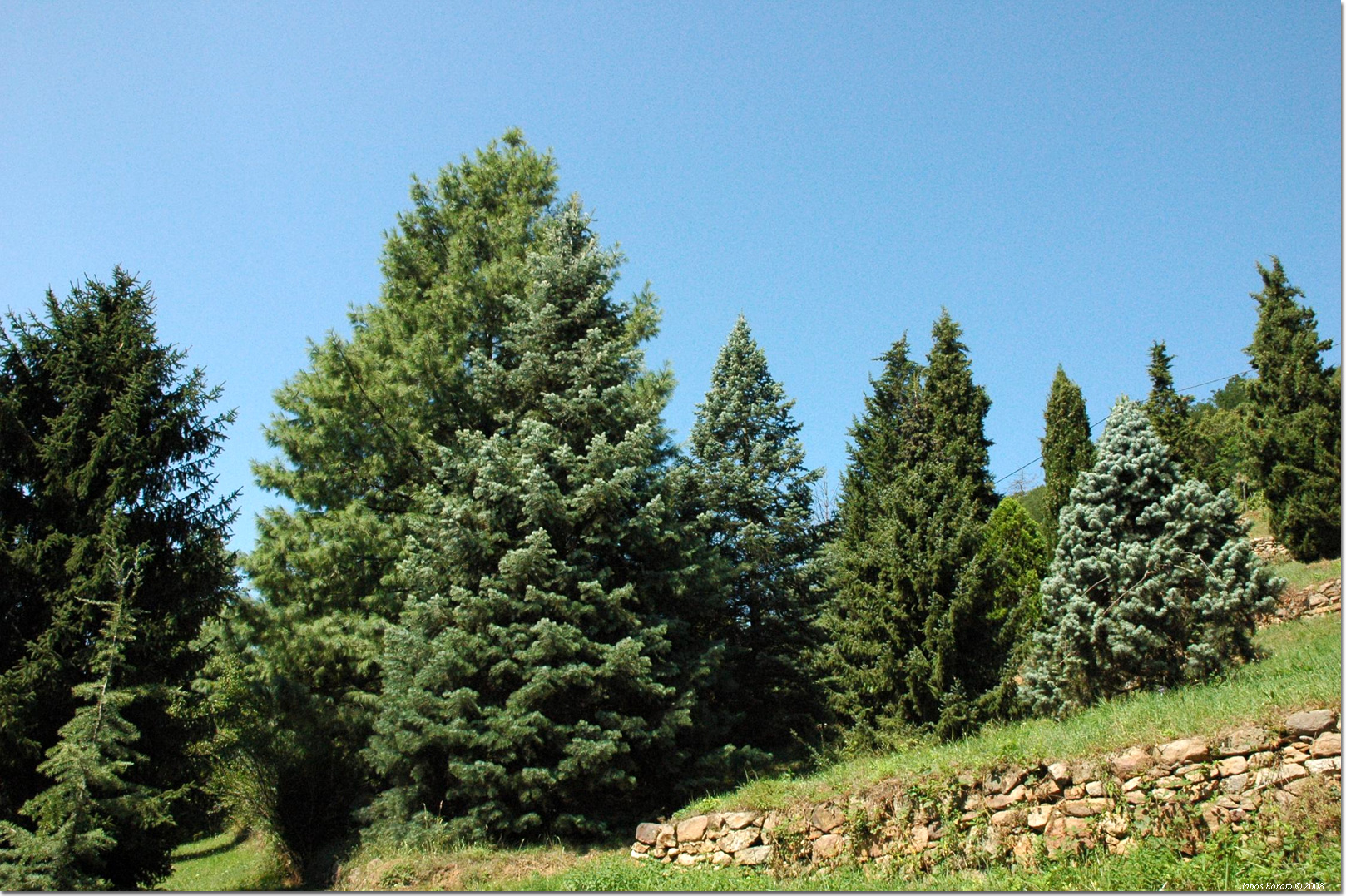
Az arborétum fenyőfái

A szárazföldi (kontinentális), a mediterrán és az atlanti légáramlatok a Balaton nyugati térségében váltakozva érvényesülnek. A csapadék évi átlagos mennyisége 540 mm körüli; ebből a tenyészidőszak csapadékösszege mintegy 400 mm.
A helyi klíma ennél jóval kedvezőbb:
- egyrészt igen előnyös a Balaton nagy vízfelületének fény- és hővisszaverő hatása;
- másrészt az Örsi-hegy, Ábrahám-hegy és a Bagó-kő mintegy körülöleli a fenyőkertet, menedéket nyújtva az északi és keleti szelek ellen. A délről érkező, páradúsabb balatoni levegőt a domborzat szinte megfogja, az egyebütt szokásost jóval meghaladó páratartalmat biztosítva a hegyív karéjában. Az északi szelek elleni védőhatást fokozza az arborétum fölötti erdő és a külön e célra telepített erdeifenyő sáv is. A délnek néző domboldal az egyéb irányokba lejtő területeknél lényegesen jobban felmelegszik. A hűvösebb, kiegyenlítettebb klímát igénylő fajok részére ez a termőhely már túlságosan meleg és száraz.

## Az arborétumban élő különleges növények
- Cedrus brevifolia(wd) – Ciprusi cédrus

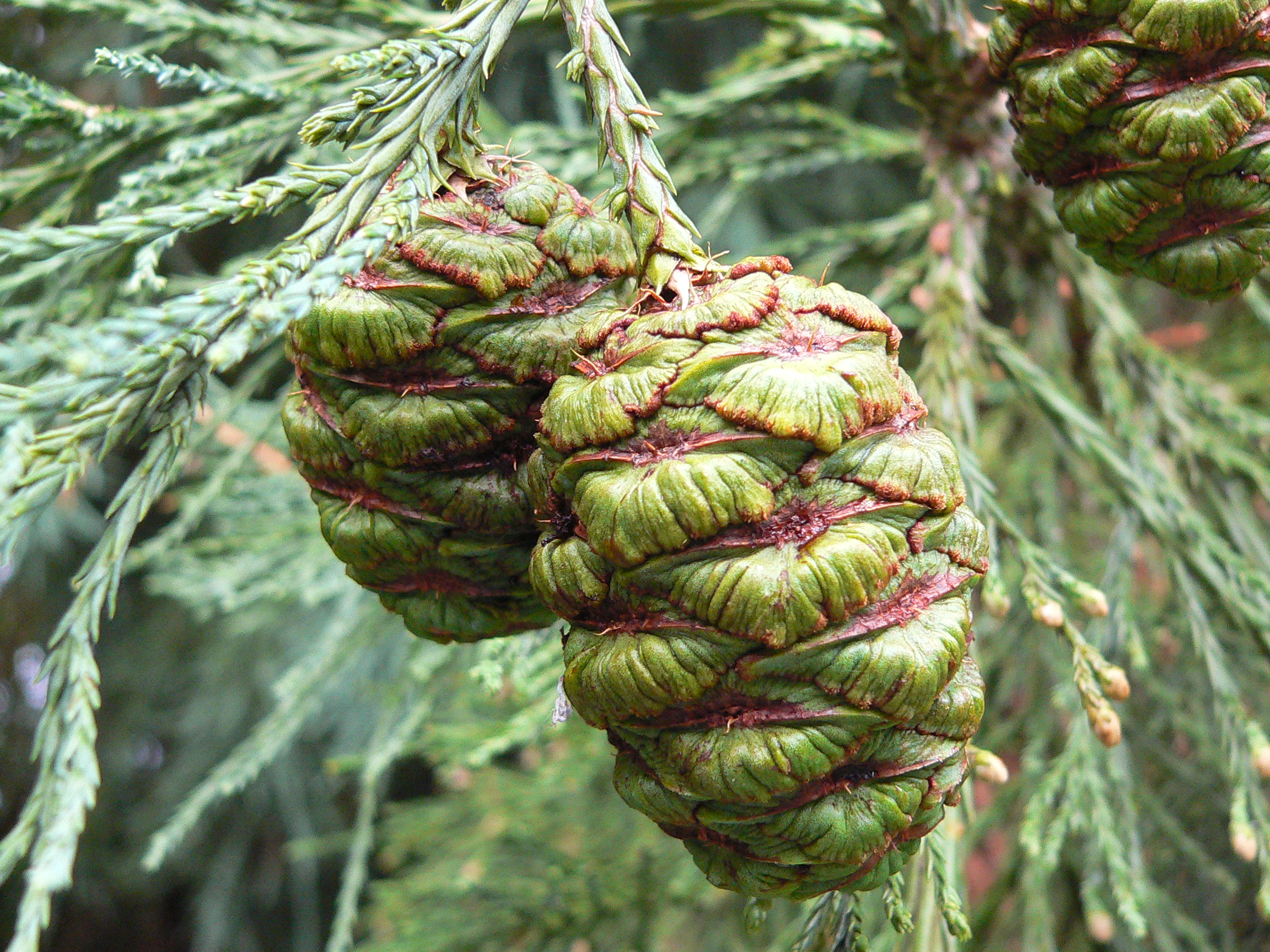
Sequoiadendron giganteum – Óriás mamutfenyő éretlen, zöld toboza

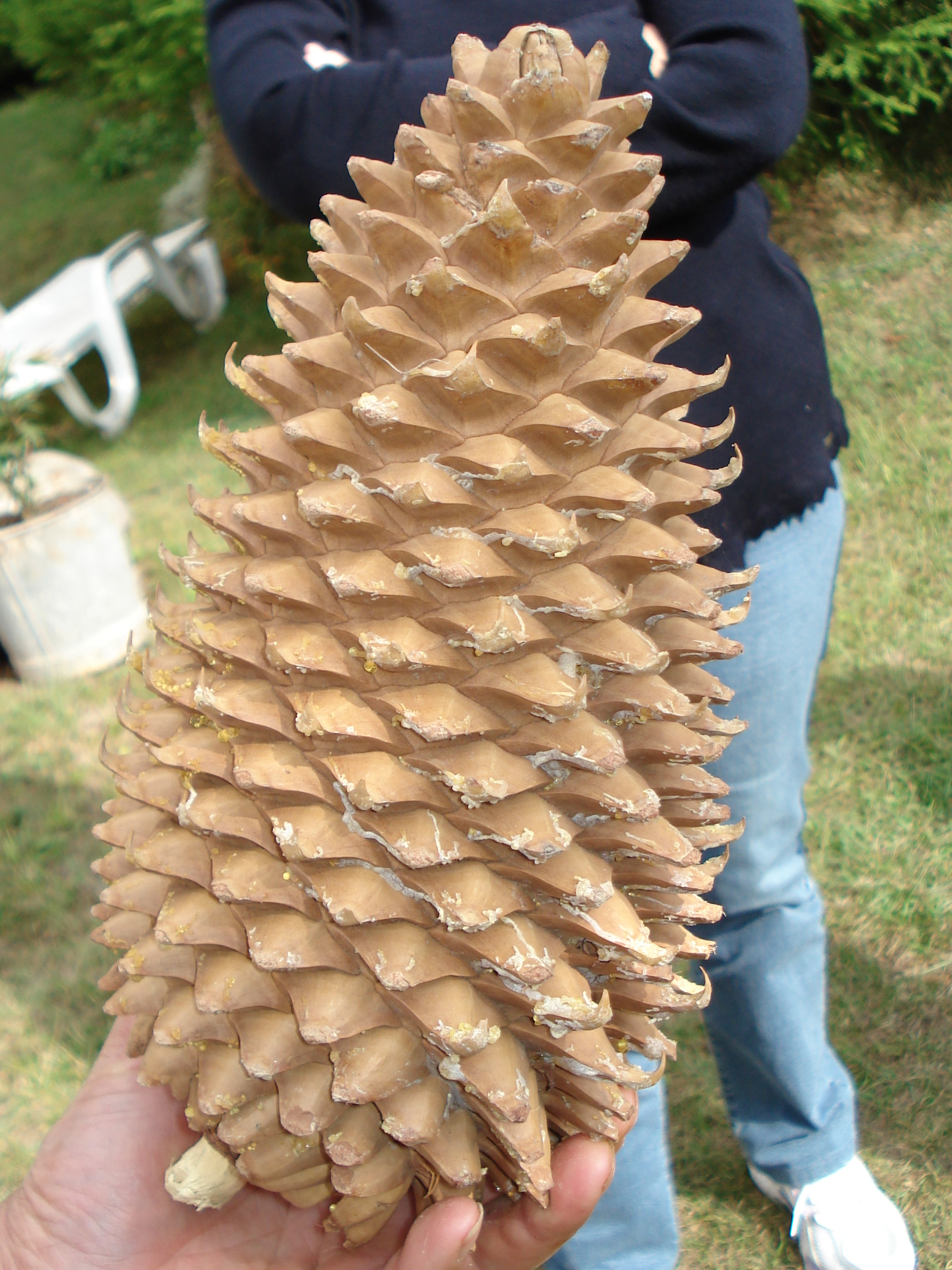
Pinus coulteri – Óriástobozú fenyő toboza kaliforniai élőhelyén

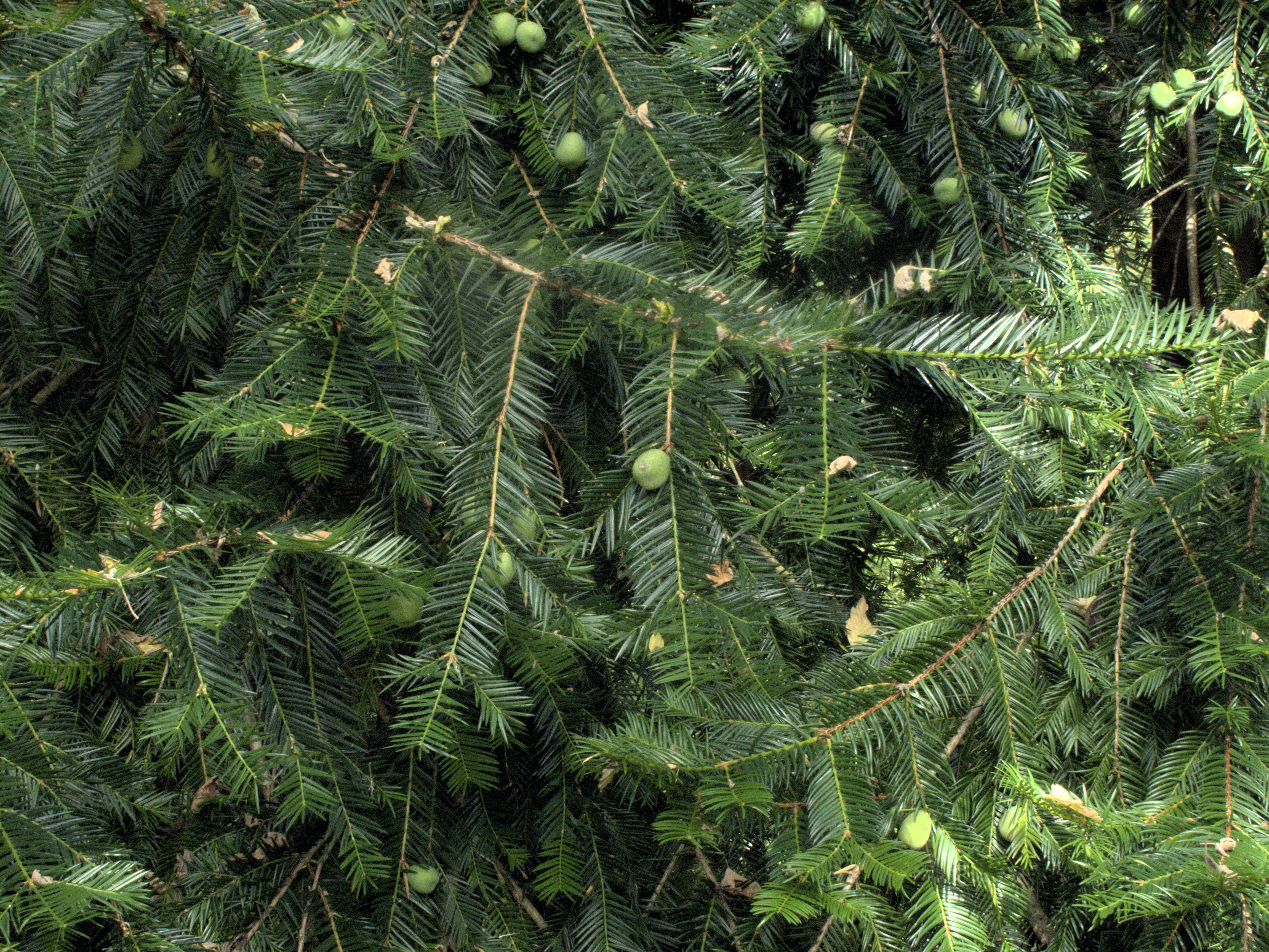
Torreya californica – Kaliforniai nagymagvú tiszafa magvai

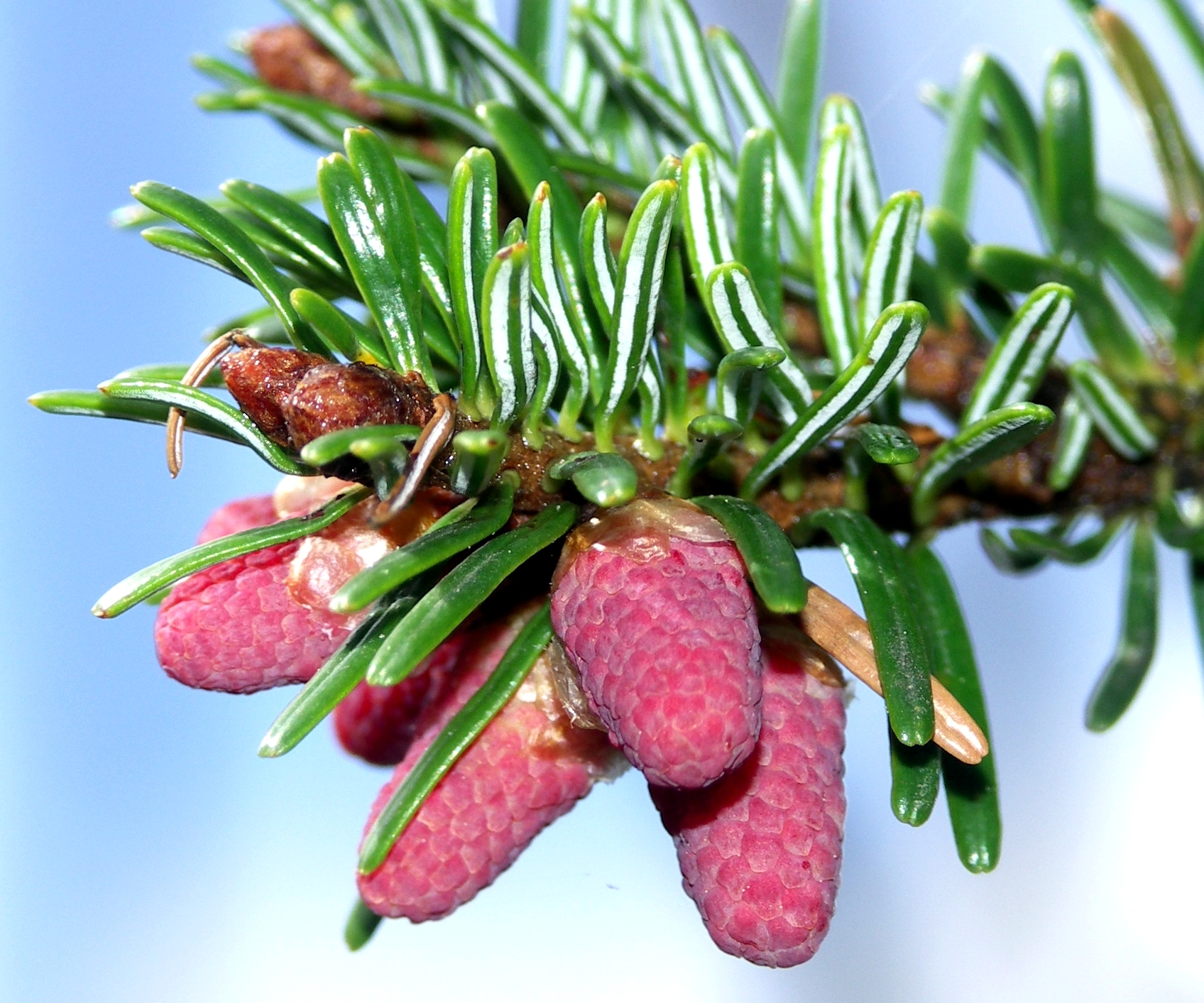
Abies normanniana – Kaukázusi jegenyefenyő éretlen viaszos tobozai

- Sequoiadendron giganteum – Óriás mamutfenyő
- Sequoia sempervirens – Örökzöld vagy tengerparti mamutfenyő
- Calocedrus decurrens – Kaliforniai gyantásciprus
- Torreya californica – Kaliforniai nagymagvú tiszafa[24]
- Pseudotsuga menziesii – Amerikai duglászfenyő
- Chamaecyparis obtusa – Hinoki hamisciprus
- Juniperus drupacea – Szír boróka[25]
- Pinus leucodermis – Balkáni páncélfenyő
- Pinus nigra – Feketefenyő
- Pinus ponderosa – Amerikai sárgafenyő
- Abies nordmanniana – Kaukázusi jegenyefenyő[26]
- Pinus coulteri – Óriástobozú fenyő[27]

## Faiskolai különleges magvak
- Himalájai cédrus – Cedrus deodara
- Libanoni cédrus – Cedrus atlantica
- Arizonai ciprus – Cupressus arizonica
- Európai ciprus – Cupressus sempervirens
- Könnyező ciprus – Cupressus funebris
- Vadcitrom – Citrus trifoliata vagy Poncirus trifoliata
- Óriástobozú fenyő – Pinus coulteri

### Weboldalak magyarul
- Fenyőarborétum (GCARBO). geocaching.hu
- Egy család, négy generáció munkájának hála: ritka növényeket rejt a Badacsony. szeretlekmagyarorszag.hu
- A Folly Arborétum és a Károly-magaslati látogatóközpont is az év ökoturisztikai létesítménye. erdeiprogramok.hu
- Látott már ötkilós fenyőtobozt? Megmutatjuk! Kilátó százéves fák alatt - a Folly Arborétum. vilagszammagazin.hu
- Öko-völgy alapítvány Nagymagvú tiszafák. okovolgy.hu. [2018. október 1-i dátummal az eredetiből archiválva]. (Hozzáférés: 2018. október 1.)
- ELTE: Fenyők (sensu lato). ramet.elte.hu. [2016. március 4-i dátummal az eredetiből archiválva]. (Hozzáférés: 2018. október 4.)
- Fejlesztették a fenyőritkaságok gyűjteményét. veol.hu. [2019. április 4-i dátummal az eredetiből archiválva]. (Hozzáférés: 2019. április 4.)
- Nemzetközi Dendrológiai Dokumentációs Alapítvány A Folly Arborétum. dendrologia.eu

### Weboldalak idegen nyelven
- Folly Arboretum and Winery More than a botanic garden (angol nyelven). hungarianwines.eu. [2018. szeptember 30-i dátummal az eredetiből archiválva]. (Hozzáférés: 2018. szeptember 30.)
- All the Shades of Green - Folly Arboretum (angol nyelven). welovebalaton.hu. [2018. szeptember 30-i dátummal az eredetiből archiválva]. (Hozzáférés: 2018. szeptember 30.)

### Videók
- Séta a Folly Arborétumban. youtube.com
- Folly Réka - Magyarok (2018-09-29) - ECHO TV. youtube.com
- Folly Arborétum - Badacsonyörs, Magyarország. youtube.com
- Folly Arborétum és Borászat 2017. youtube.com